# Dijana Pavlović

Dijana Pavlović (Vrnjačka Banja, Serbia, 1976) es una actriz, escritora, activista y mediadora cultural de etnia gitana.

## Biografía
Nació y vivió en Serbia hasta el 1999, Dijana se graduó el mismo año en la Facultad de Artes Dramáticas Belgrado trasladándose a Milán (Italia), donde se casó y donde actualmente trabaja. Desempeña el papel de mediadora cultural en las escuelas. Después de haber sido nombrada en 2006 para el consejo de Milán en la lista Unido, junto con Dario Fo en las filas de Izquierda arco iris. 
A principios de 2007 promueve las asociaciones, comités, representantes de la sociedad civil Nopattodilegalità Red que tiene por objeto contrarrestar el Pacto de la legalidad y la socialización del Municipio de Milán que sometían a un doble régimen a los ciudadanos de Roma. 
En octubre de 2007, la aplicación de una huelga de hambre contra el Municipio de Milán,favorece la creación de una mesa que recoge el Sindicato de Milán que elabora una plataforma para la acción sobre la cuestión de los romaníes.

## Actividades artísticas
- A partir de 1995 participa en varios Festivales Internacionales de Teatro en Yugoslavia, Rumanía y Bulgaria;
- En 1999/2000 recitación en inglés, en producciones teatrales: del cuento de Hadas "El Feo sufrido", El médico a palos y The párr strength de Molière;
- En 2000 traductora e intérprete en el espectáculo "Pathcolorash", de lo que se refiere a artículos no publicados de poesía y prosa pertenecientes a la cultura romaní. En el mismo año fue lanzado en breve la película "Al cerrar los ojos," dirigida por Benjamin cadena, película en competición en la edición número 57 ª del Festival Internacional de Cine de Venecia;
- En 2002 participa en la ficción  El equipo (producción Rai). Ese mismo año, juega el papel de Nataša en "La demanda formarriage ' Anton Pavlovič Čechov, dirigida por Roberto Trifirò y se pone en escena en el Teatro dell'Elfo Milán, nueva edición "Love Tears de Petra von Kant", por RW;
- 2003 / 2005 se pone en escena, el Teatro Off Fuera de Milán, "serve The Jean Genet, dirigida por Lorenzo Loris;
- 2003: Franco Parenti Teatro, con "Happiness" conjugal" de Antón Chéjov, dirigida por R. Trifirò;
- 2003: "Mozart y Salieri/ La convitatoStone", Aleksandr Pushkin Sergeevič, dirigido por Guido De Monticelli.
- 2004: El doctor enamorado (de Molière, Dirigida por Mónica Conti;
- 2005: Participa en la película " Provincia ", dirigida por Stefano Mordini;
- 2006: "A girlgoldende T. Olear, dirigida por Tatiana Olear.